# Димитриево
Димитрѝево е село в Южна България, община Чирпан, област Стара Загора.

## География
Село Димитриево се намира на около 26 km южно от областния център Стара Загора и 19 km източно от общинския център Чирпан. Разположено е в Старозагорското поле на Горнотракийската низина. Надморската височина в центъра на селото е около 138 m. Климатът е преходно-континентален.
Западно покрай селото тече на югоизток река Мартинка (Голяма река), ляв приток на река Марица. Откъм десния (западния) бряг на реката има микроязовир (рибарник).
Общински пътища свързват село Димитриево:
- на север през село Козаревец със село Борово;
- на югоизток през село Странско със село Бял извор и в него – с първокласния републикански път I-5 (Русе – Стара Загора – ГКПП Маказа – Нимфея);
- на югозапад и след разклон – на север със село Осларка, а на юг – с град Меричлери.

Западно от селото отвъд реката има спирка на железопътната линия Русе – Горна Оряховица – Подкова.
Землището на село Димитриево граничи със землищата на: село Самуилово на запад и север; село Козаревец на север; село Странско на изток и югоизток; село Здравец на юг; град Меричлери на юг и югозапад; село Осларка на запад.
Числеността на населението на село Димитриево по данните от преброяванията от 1934 г. насам се променя както следва:
| \| Година на преброяване \| Численост \| \| --------------------- \| --------- \| \| 1934 \| 1002 \| \| 1946 \| 1035 \| \| 1956 \| 980 \| \| 1965 \| 759 \| \| 1975 \| 473 \| \| 1985 \| 354 \| \| 1992 \| 316 \| \| 2001 \| 269 \| \| 2011 \| 160 \| \| 2021 \| 118 \| |           |
| Година на преброяване | Численост |
| 1934 | 1002      |
| 1946 | 1035      |
| 1956 | 980       |
| 1965 | 759       |
| 1975 | 473       |
| 1985 | 354       |
| 1992 | 316       |
| 2001 | 269       |
| 2011 | 160       |
| 2021 | 118       |

Етническият състав на населението по численост и дял на етническите групи според преброяването през 2011 г. е:
| Етнически групи     | Численост | Дял (в %) |
| Общо                | 160       | 100       |
| Българи             | 142       | 88,75     |
| Турци               | 10        | 6,25      |
| Цигани              | ...       | ...       |
| Други               | ...       | ...       |
| Не се самоопределят | ...       | ...       |
| Не отговорили       | 0         | 0         |

## История
След Руско-турската война 1877 – 1878 г. по Берлинския договор 1878 г. селото – тогава Чакърларе, остава в Източна Румелия; присъединено е към България след Съединението 1885 г.. Село Чакърларе е преименувано на Димитриево през 1906 г.
Църквата „Свети Димитрий“ в село Димитриево е осветена през 1898 г.
Училище в село Чакърларе (Димитриево) се създава през 1890 г. Отначало се ползва оборът на Иван Бакалов, а през следващата година се построява сграда с две класни стаи. През 1929 г. е построена нова училищна сграда, а старата се използва за читалище. През учебната 1926 – 1927 г. се открива прогимназия. Училището продължава да действа до 1944 г.

## Религии
Източно православие

## Обществени институции
Изпълнителната власт в село Димитриево към 2025 г. се упражнява от кметски наместник.
В село Димитриево към 2025 г. има:
- действащо читалище „Просвета - 1922 г.“;[12][13]
- православна църква „Свети Димитрий“ (не е регистрирана от Светия Синод на българската православна църква[14]);
- пощенска станция.[15]

## Културни и природни забележителности
- На около километър северозападно от центъра на селото се е намирало антично тържище (емпорион) – селището Пизос.[16]
- Част от землището на село Димитриево попада в обхвата на Защитената зона по директивата за местообитанията „Река Мартинка“.[17]
- Войнишки паметник на загиналите през войните 1912 – 1913 г., 1915 – 1918 г.[18] и 1944 – 1945 г.[19], намиращ се в центъра на селото.
- Къщата на Моньо Митев, построена през 1910 г.

## Редовни събития
Ежегодният събор на селото е на Димитровден.